# ج. مايكل هايز
ج. مايكل هايز (بالإنجليزية: J. Michael Hayes)‏ عميد متقاعد من قوات مشاة بحرية الولايات المتحدة ويشغل منصب العضو المنتدب لموظف الشؤون العسكرية والفيدرالية في ماريلند.
شارك في حرب الخليج الثانية قبل ترقيته إلى رتبة عميد في عام 1995. تقاعد في عام 1999.